# 塞镇 (波尔图)
塞镇是葡萄牙波尔图区的一个堂区。总面积0.48平方公里，总人口4751人，人口密度9897.9人/平方公里。